# Abdus Salam
Abdus Salam, NI, SPk, KBE (Urdu:عبد السلام)(Jhang, Punjab (Pakistan), 29 januari 1926 – Oxford (Verenigd Koninkrijk), 21 november 1996) was een Pakistaanse natuurkundige. In 1979 kreeg hij samen met Sheldon Glashow en Steven Weinberg een Nobelprijs voor hun ontdekkingen over elektrozwakke wisselwerking. Salam is de eerste Nobelprijswinnaar van Pakistaanse afkomst en tevens eerste islamitische Nobelprijswinnaar.

## Biografie

### Jeugd
Salam werd geboren in Jhang, in het toenmalige Brits-Indië (nu Pakistan), als oudste zoon van de tweede vrouw van Mohammed Hussain. Zijn vader was een ambtenaar bij het departement van onderwijs in het lokale bestuur. Zijn familie stond bekend om zijn gelovigheid en het vermogen om te leren.
Op 14-jarige leeftijd behaalde hij de hoogste cijfers ooit bij het staatsexamen in de universiteit van Punjab. Hij kreeg een studiebeurs voor het Government College Universiteit in Lahore en behaalde zijn mastergraad (MA is vergelijkbaar met HBO niveau) in 1946. In hetzelfde jaar kreeg hij nog een studiebeurs voor het St John's College in Cambridge. In Cambridge moest Salam zijn hele curriculum vanaf het eerste jaar overdoen. Desondanks behaalde hij in 1949 zijn bachelordiploma in natuur- en wiskunde met de hoogste cijfers.
Twee jaar later, in 1950, nam hij de Smith's Prize in ontvangst van de Universiteit van Cambridge voor meest opmerkelijke pre-doctorale bijdrage aan natuurkunde. Abdus Salam behaalde ook zijn Doctor of Philosophy in theoretische natuurkunde in Cambridge. Zijn thesis, uitgegeven in 1951, bevatte fundamenteel werk betreffende de kwantumelektrodynamica. Hierdoor verkreeg Abdus Salam internationaal reputatie.

### Academische carrière
Na zijn promotie in 1951 voelde Salam een verplichting om terug te keren naar zijn vaderland en accepteerde een positie als hoogleraar wiskunde aan de Government College, waar hij aanbleef tot 1954. Gedurende deze periode was hij ook voorzitter van de faculteit wiskunde en hoogleraar aan de universiteit van Punjab.
Vanwege het wetenschappelijke isolement waar hij in verkeerde keerde Salam terug naar Cambridge, naar St John's College waar hij in 1954 een baan aannam als hoogleraar wiskunde. In 1957 werd hij gevraagd voor een leerstoel aan het Imperial College of London waar hij samen met zijn voormalige mentor Paul Matthews de faculteit Theoretische Natuurkunde oprichtte.
In 1959 nam Salam een fellowship aan bij de Princeton-universiteit, waar hij Robert Oppenheimer ontmoette en met wie hij zijn ideeën uitwisselde over zijn onderzoekswerk met neutrino's. Samen bediscussieerden ze de basis van de elektrodynamica, de problemen en hun oplossingen waarbij Salam door Oppenheimer werd geprezen.

### ICTP
Teleurgesteld door zijn ervaringen bij Pakistaanse hogescholen had Salam reeds in 1964 met fondsen van UNESCO in het Italiaanse Triëst het Internationale Centrum voor Theoretische Fysica (ICTP) opgericht; zijn vaderland Pakistan had zich voor zo'n wetenschappelijke instelling nooit interesse getoond. Een belangrijk doel van deze instelling is om een betere ondersteuning te geven aan jonge wetenschappers uit ontwikkelingslanden die in hun eigen land niet beschikbaar is. Salam werd – naast zijn werkzaamheden als hoogleraar – directeur van dit instituut en was van 1993 tot aan zijn overlijden erelid in het bestuur. Tegenwoordig opereert het centrum onder beschermheerschap van UNESCO en het Internationaal Atoomenergieagentschap (IAEA).

### Wetenschappelijke carrière
In het begin van zijn carrière droeg Salam een belangrijke en betekenvolle bijdrage toe aan de kwantumelektrodynamica, kwantumveldtheorie, kwantumchromodynamica inclusief hun invloed op de deeltjes- en kernfysica. Hij werkte aan de theorie van de neutrino – een ongrijpbaar deeltje die voor het eerst was gepostuleerd door Wolfgang Pauli in de jaren 1930 en dat pas in 1956 door Reines en Cowan experimenteel werd aangetoond.
Hij introduceerde de chirale symmetrie in de theorie van neutrino's. De introductie van de chirale symmetrie speelde een cruciale rol in de daaropvolgende ontwikkeling van de theorie van de elektrozwakke wisselwerking. In 1960 bewezen Salam en A. Komar dat de Yang-Mills-theorie voor deeltjes zonder massa (waaronder de W- en Z-bosonen) niet renomaliseerbaar was (later toonde Gerard 't Hooft aan dat het bewijs incompleet was).

### Moeilijke relatie met Pakistaanse regering
Als lid van de Ahmadiyya Moslim Gemeenschap had Abdus Salam het moeilijk in Pakistan. Het is waarschijnlijk door dit lidmaatschap dat hij weinig medewerking en erkenning kreeg van de Pakistaanse regering. Desondanks werd Salam in 1959 door de toenmalige Pakistaanse president, Mohammed Ayub Khan, benoemd tot lid van de wetenschappelijke adviesraad van de president en lid van de Pakistan Atomic Energy Commission (PAEC). Hij ijverde ervoor om nucleaire-technologische kennis in Pakistan te bevorderen. In navolging van India richtte ook Pakistan zich op de ontwikkeling van een eigen kernwapen, waar met medewerking van Salam al het nucleaire onderzoek op werd ingezet.
Maar op 7 december 1974 kondigde de in 1972 aangetreden president Zulfikar Ali Bhutto een wet af die Ahmadiyya's tot niet-moslims verklaarde, wat ook in hun paspoort vermeld moest worden. Als gevolg van vervolging van ahmadi-moslims nam Salam ontslag uit al zijn overheidsfuncties verliet hij Pakistan definitief en vertrok naar Europa. Als vervanger van Salam benoemde Bhutto Abdul Qadir Khan als leider van het kernwapenproject, een ingenieur die bij het Nederlandse URENCO had gewerkt en aldaar de blauwdrukken voor uraniumverrijking had gestolen.